# ترویس پیتونس
ترویس پیتونس (به لاتین: Trois Pitons) یک منطقهٔ مسکونی در سنت لوسیا است که در بخش کاستریس واقع شده‌است. ترویس پیتونس ۴۵۲ نفر جمعیت دارد.